# Кубок Волинської області з футболу 1996—1997

## Учасники
У розіграші Кубка взяли участь 8 команд:
| - «Динамо» (Маневичі) - ЕНКО (Луцьк) - ЕНКО-2 (Луцьк) - «Колійник» (Ковель) - «Колос» (Ковель) - «Кристал» (Вересневе, Луцький район) - «Сільмаш» (Ковель) - «Явір» (Цумань) |

## Чвертьфінали
| Команда 1  | Команда 2 | Рахунок        |
| ---------- | --------- | -------------- |
| «Кристал»  | ЕНКО      | 0:5            |
| «Колійник» | «Динамо»  | 3:1            |
| «Колос»    | ЕНКО-2    | 0:0 (пен. 3:2) |
| «Сільмаш»  | «Явір»    | −:+            |

## Півфінали
| Команда 1  | Команда 2 | Рахунок        |
| ---------- | --------- | -------------- |
| «Колійник» | «Колос»   | 2:3            |
| «Явір»     | ЕНКО      | 2:1 (дод. час) |

## Фінал
| 23 червня 1997 |

| «Явір» | 1:0 | «Колос» |
| ------ | --- | ------- |
|        |     |         |

| Луцьк, стадіон «Авангард» Глядачів: 2 000 |

| Володар Кубка Волинської області 1996/97 |
| ---------------------------------------- |
| «Явір» (Цумань) Вперше                   |

## Підсумкова таблиця
| Етап       | Команда               | I | В | Н | П | РМ  | О |
| ---------- | --------------------- | - | - | - | - | --- | - |
| Володар    | «Явір» (Цумань)       | 3 | 3 | 0 | 0 | 3−1 | 6 |
| Фіналіст   | «Колос» (Ковель)      | 3 | 1 | 1 | 1 | 3−3 | 3 |
| Півфінал   | ЕНКО (Луцьк)          | 2 | 1 | 0 | 1 | 6−2 | 2 |
| Півфінал   | «Колійник» (Ковель)   | 2 | 1 | 0 | 1 | 5−4 | 2 |
| 1/4 фіналу | ЕНКО-2 (Луцьк)        | 1 | 0 | 1 | 0 | 0−0 | 1 |
| 1/4 фіналу | «Динамо» (Маневичі)   | 1 | 0 | 0 | 1 | 1−3 | 0 |
| 1/4 фіналу | «Кристал» (Вересневе) | 1 | 0 | 0 | 1 | 0−5 | 0 |
| 1/4 фіналу | «Сільмаш» (Ковель)    | 1 | 0 | 0 | 1 | 0−0 | 0 |